# Тићевац
Тићевац је насеље у Србији у општини Жабари у Браничевском округу. Према попису из 2022. било је 161 становника.

## Демографија
У насељу Тићевац живи 224 пунолетна становника, а просечна старост становништва износи 50,0 година (48,4 код мушкараца и 51,3 код жена). У насељу има 98 домаћинстава, а просечан број чланова по домаћинству је 2,70.
Ово насеље је великим делом насељено Србима (према попису из 2002. године), а у последња три пописа, примећен је пад у броју становника.
|  |

| Демографија | Демографија | Демографија |
| Година      | Становника  | Становника  |
| ----------- | ----------- | ----------- |
| 1948.       | 677         |             |
| 1953.       | 684         |             |
| 1961.       | 649         |             |
| 1971.       | 649         |             |
| 1981.       | 623         |             |
| 1991.       | 539         | 382         |
| 2002.       | 265         | 494         |
| 2011.       | 243         |             |

| Етнички састав према попису из 2002.‍ | Етнички састав према попису из 2002.‍ | Етнички састав према попису из 2002.‍ | Етнички састав према попису из 2002.‍ | Етнички састав према попису из 2002.‍ |
| ------------------------------------ | ------------------------------------ | ------------------------------------ | ------------------------------------ | ------------------------------------ |
|                                      |                                      |                                      |                                      |                                      |
| Срби                                 | Срби                                 |                                      | 250                                  | 94,33%                               |
| Власи                                | Власи                                |                                      | 8                                    | 3,01%                                |
| Хрвати                               | Хрвати                               |                                      | 1                                    | 0,37%                                |
| Румуни                               | Румуни                               |                                      | 1                                    | 0,37%                                |
| непознато                            | непознато                            |                                      | 5                                    | 1,88%                                |

| Година пописа     | 1948. | 1953. | 1961. | 1971. | 1981. | 1991. | 2002. |
| ----------------- | ----- | ----- | ----- | ----- | ----- | ----- | ----- |
| Број домаћинстава | 151   | 155   | 157   | 146   | 140   | 122   | 98    |

| Број чланова      | 1  | 2  | 3  | 4 | 5 | 6 | 7 | 8 | 9 | 10 и више | Просек |
| ----------------- | -- | -- | -- | - | - | - | - | - | - | --------- | ------ |
| Број домаћинстава | 24 | 37 | 12 | 7 | 8 | 7 | 3 | 0 | 0 | 0         | 2,70   |

| Пол    | Укупно | Неожењен/Неудата | Ожењен/Удата | Удовац/Удовица | Разведен/Разведена | Непознато |
| ------ | ------ | ---------------- | ------------ | -------------- | ------------------ | --------- |
| Мушки  | 104    | 22               | 73           | 9              | 0                  | 0         |
| Женски | 128    | 16               | 72           | 36             | 4                  | 0         |
| УКУПНО | 232    | 38               | 145          | 45             | 4                  | 0         |

| Пол    | Укупно                    | Пољопривреда, лов и шумарство | Рибарство                            | Вађење руде и камена | Прерађивачка индустрија       |
| ------ | ------------------------- | ----------------------------- | ------------------------------------ | -------------------- | ----------------------------- |
| Мушки  | 69                        | 65                            | 0                                    | 0                    | 0                             |
| Женски | 50                        | 48                            | 0                                    | 0                    | 0                             |
| УКУПНО | 119                       | 113                           | 0                                    | 0                    | 0                             |
| Пол    | Производња и снабдевање   | Грађевинарство                | Трговина                             | Хотели и ресторани   | Саобраћај, складиштење и везе |
| Мушки  | 0                         | 0                             | 3                                    | 0                    | 0                             |
| Женски | 0                         | 0                             | 1                                    | 0                    | 0                             |
| УКУПНО | 0                         | 0                             | 4                                    | 0                    | 0                             |
| Пол    | Финансијско посредовање   | Некретнине                    | Државна управа и одбрана             | Образовање           | Здравствени и социјални рад   |
| Мушки  | 0                         | 0                             | 0                                    | 1                    | 0                             |
| Женски | 0                         | 0                             | 0                                    | 1                    | 0                             |
| УКУПНО | 0                         | 0                             | 0                                    | 2                    | 0                             |
| Пол    | Остале услужне активности | Приватна домаћинства          | Екстериторијалне организације и тела | Непознато            | Непознато                     |
| Мушки  | 0                         | 0                             | 0                                    | 0                    | 0                             |
| Женски | 0                         | 0                             | 0                                    | 0                    | 0                             |
| УКУПНО | 0                         | 0                             | 0                                    | 0                    | 0                             |